# Cédric Ragot
Pour les articles homonymes, voir Ragot.
Cédric Ragot, né le 1er juin 1973 à Dieppe et mort le 23 mars 2015 à Montreuil, est un designer français.

## Biographie
Né le 1er juin 1973 à Dieppe, il grandit à Quimperlé. Après avoir étudié à l'École nationale supérieure de création industrielle, il ouvre en 2002 son propre studio et travaille sur la conception de nouveaux produits mais également sur des projets d’anticipation pour lesquels il accompagne les marques dans leur réflexion et positionnement. Il collabore à la première collection du studio Ymer&Malta.
Cédric Ragot a une approche transversale du design industriel et s'implique dans un large éventail de domaines d'application. Il s'est fait connaître avec son vase Hyper Fast.
Certaines de ses créations font partie de la collection du Fonds national d’art contemporain et sont exposées à Paris, Hanovre, Vienne, New York ou Milan.
Il meurt le 23 mars 2015 à Montreuil.

## Distinctions et récompenses
Plusieurs de ses créations ont été récompensées : 
- Good Design Awards en 2007 pour le vase Fast avec Rosenthal,
- Wallpaper* Design Awards en 2008 pour les guéridons Majordome avec Roche Bobois[9],
- Red Dot Design Award en 2009 pour les Lacie Flat Cables,
- Red Dot Design Award en 2012 pour le 3Mix 5000 Mixer, produit emblématique de la marque Krups,
- Best Design FiFi Awards 2014 pour le flacon de parfum Invictus de Paco Rabanne[10]